# Jan Albregt
Johannes Hermanus (Jan) Albregt (Amsterdam, 28 november 1829 – Amsterdam, 22 juli 1879) was een Nederlands acteur.
Jan Albregt was zoon van Andries Albregt en Susanna Wellendieck, beiden verbonden aan een reizend toneelgezelschap (Weddelooper en Van Velzen); hij was toneelmeester, zij actrice in kleine rollen. Hijzelf trouwde in 1852 met de jonge actrice Wilhelmina Engelman.
Hij bracht zijn jeugd door in armoede trekkend van stadje naar stadje. Daarbij stond hij al op vierjarige leeftijd op toneel, rolletje in de Leeuwenridders. Vanwege zijn tenger postuur kon hij ook wel als meisje optreden. Er was weinig te verdienen in de toneelwereld, het genoemde gezelschap werd opgeheven en de familie sloot zich aan bij een gezelschap in Friesland. In dat gezelschap onder leiding van W. Hempel haalde hij als vertolker van de titelrol in De straatjongen van Parijs de kranten; als dank kreeg hij een Duitse pijp en een pond tabak (hij was een fervent roker). Hij verbleef nog enige tijd in Friesland, hij maakte deel uit van de troep van Cornelis van der Linden en moest ook voor hem invallen als Van der Linden ziek was.
Albregt keerde terug naar Amsterdam om er te gaan spelen in Fliedzorg aan de Plantage Middenlaan. Hij werd daar opnieuw ontdekt door Jan Eduard de Vries, directeur van de Stadsschouwburg. Vanaf 1850 tot 1867 maakte Albregt deel uit van het gezelschap van dat theater, waarbij De Vries hem verder onderwees. Albregt was er ook enige tijd directeur. Daarna was hij enige tijd (1867-1874) in Rotterdam en Den Haag te vinden onder de naam Albregt & Van Ollefen, een verre voorloper van Het Nederlandsche Tooneel. Het toneelleven gaf veel geluk, maar de privéomstandigheden waren minder. De meeste kinderen van het echtpaar overleden op jonge leeftijd.
Hij overleed in de woning aan de Vondelkade 55 (sinds 1904 de Overtoom). De rouwstoet trok van zijn woning via de Muiderpoort naar de Oosterbegraafplaats. Er werd een comité opgericht onder leiding van Daan van Ollefen om tot een monument te komen. Dat grafmonument van Jan Albregt naar ontwerp van Charles Rochussen en uitvoer door Eduard Colinet werd een jaar later geplaatst. In 1898 werd in verband met ruiming van de begraafplaats het graf verplaatst naar De Nieuwe Ooster, zijn vrouw werd in 1902 bijgezet. 
Jans zuster Christine Albregt werd ook actrice, huwde met acteur Kees van Dijk en zij waren ouders van acteur Ko van Dijk sr. en operettezangeres Mina Buderman, als ook grootouders van Ko van Dijk jr. en Jetty van Dijk.